# Železniční trať Bad Doberan – Kühlungsborn
Železniční trať Bad Doberan – Kühlungsborn, známá také jako Bäderbahn Molli, je 15 kilometrů dlouhá úzkorozchodná trať ve spolkové zemi Meklenbursko-Přední Pomořansko. Vede ze stanice Bad Doberan na normálněrozchodné trati Wismar–Rostock do Kühlungsbornu na pobřeží Baltského moře.
Vlaky jsou dodnes taženy parními lokomotivami, jednou z nich je i 99 2324 vyrobená v roce 2009 v opravárenských dílnách v Meiningenu.